# Tête Blanche
Die  Tête Blanche  ist ein 3710 m hoher Berg auf der Grenze zwischen der Schweiz und Italien in den Walliser Alpen.

## Geographie
Auf italienischer Seite überragt der Gipfel das Valpelline, auf Schweizer Seite das Val d’Hérens. Der höchste Punkt liegt auf italienischem Staatsgebiet.
Auf Schweizer Seite beginnt der Normalweg bei der Bertolhütte (Cabanne de Bertol). Der Gletscherweg über den Glacier du Mont Miné wird mit 3 Stunden angegeben.
Der Normalweg auf italienischer Seite führt über die Schutzhütte Rifugio Aosta zum Pass Col de la Division und dann weiter östlich zum Gipfel. Für den Anstieg von der Schutzhütte rechnet man ca. 3 Stunden ein.
Auf der Grenze gelegen, steht der Gipfel nahe der weiter östlich gelegenen Dent d’Hérens sowie der weiter südlich gelegenen Tête de Valpelline.
Die Etappe zwischen Bertolhütte und Schönbielhütte im Rahmen der Haute Route führt am Gipfel der Tête Blanche vorbei. Bei der Patrouille des Glaciers, einem Wettkampf im Skibergsteigen, liegt der höchste Punkt der Tour auf nördlicher Seite des Bergs knapp unterhalb des Gipfels.

Tête Blanche auf der Landeskarte 1:50'000 von 1968. Seitdem hat die Firnkuppe der Tête Blanche deutlich an Höhe eingebüsst.